# عصر آزادی
عصر آزادی نام یکی از مطبوعات استان فارس در دوران قاجاریه است.
این روزنامه از سال ۱۳۳۹ هـ.ق به وسیله محمدجواد آزادی مشهور به مدیرزاده در شیراز به چاپ رسیده است.